# برواستر (اوهایو)
برواستر (به انگلیسی: Brewster) یک روستا در ایالات متحده آمریکا است که در شهرستان استارک، اوهایو واقع شده‌است. برواستر ۵٫۸۰ کیلومتر مربع مساحت و ۲٬۱۱۲ نفر جمعیت دارد و ۳۰۳ متر بالاتر از سطح دریا واقع شده‌است.